# اندی لی (بازیکن فوتبال، زاده ۱۹۸۲)
اندی لی (انگلیسی: Andy Lee؛ زادهٔ ۱۸ اوت ۱۹۸۲) بازیکن فوتبال اهل بریتانیا است.
از باشگاه‌هایی که در آن بازی کرده‌است می‌توان به باشگاه فوتبال برافورد پارک آونیو، باشگاه فوتبال ویکفیلد، و باشگاه فوتبال برادفورد سیتی اشاره کرد.